# Afonia
L'afonia è un disturbo, temporaneo o permanente, caratterizzato dall'incapacità totale di produrre suoni con la voce. L'incapacità parziale è detto disfonia.
L'alterazione del linguaggio (non della produzione di suoni atti a costituire un discorso compiuto) è detta afasia.
I disturbi di pura articolazione dei suoni nel cavo rino-oro-faringeo vanno invece sotto il nome di disartria.
L'incapacità di combinare i suoni per emettere un discorso intelligibile è detta afemia. Il paziente con afemia emette borbottii, ma incontra insormontabili difficoltà a produrre suoni maggiormente definiti. Questa alterazione compare di regola in seguito a lesioni del lobo frontale dal lato dominante per il linguaggio; in tal caso la presenza di una lesione neurologica appare evidente in genere per la comparsa concomitante di una paralisi di un arto superiore.

## Etimologia
Afonia deriva dal greco a- (privazione) fonia (suono, voce)

## Eziologia
Le cause legate all'afonia sono di due tipi:
- di natura non-organica, ossia psicologica;
- collegata a disfunzioni delle corde vocali, oppure ad alterazioni della loro struttura.

Per quanto riguarda il secondo tipo, rientrano in quella definizione molte fattispecie, da traumi a presenze neoplastiche fino a malformazioni congenite. Si sono riscontrati molti casi di afonia anche in seguito a operazioni chirurgiche.

## Terapia
Per quanto riguarda il trattamento, è stata studiata l'importanza della terapia foniatrica, soprattutto nel primo giorno degli esercizi, dove nella maggioranza dei casi si vedono subito dei buoni risultati (non solo in caso di afonie di tipo psichiatrico).